# آلبرت فارمر
آلبرت فارمر (انگلیسی: Albert Farmer؛ زادهٔ 1864) بازیکن فوتبال اهل بریتانیا است.
از باشگاه‌هایی که در آن بازی کرده‌است می‌توان به باشگاه فوتبال استوک سیتی و باشگاه فوتبال اورتون اشاره کرد.